# TMG宗岡中央病院
TMG宗岡中央病院（TMGむねおかちゅうおうびょういん）は、埼玉県志木市にある病院。旧志木市立市民病院。中央医科グループ。

## 概要
2014年までは志木市立市民病院であったが、民間に移譲され、現名称となり、運営も中央医科グループとなっている。

## 沿革
- 1979年（昭和54年）5月 - 志木市立救急市民病院が開院[1]。
- 2007年（平成19年）4月 - 志木市立救急市民病院から志木市立市民病院に改称。
- 2014年（平成26年）4月1日 - 志木市が旧市民病院を武蔵野会に移譲し、TMG宗岡中央病院に改称。旧市民病院の外来診療を隣接する旧市総合健診センターで継続。旧市民病院を解体。
- 2015年（平成27年）9月24日 - 旧市民病院跡地に新病院オープン、移転。総工費は約19億円。

## 診療科
- 内科
- 外科
- 脳神経外科
- 小児科
- 整形外科
- 回復期リハビリテーション科
- 泌尿器科

## 医療機関指定
出典
| 日本外科学会外科専門医制度関連施設 | ＮＣＤ施設会員 |

## アクセス
- 東武東上線志木駅東口より国際興業バス「宿」または「上宗岡二丁目」で下車。